# Феррейра (Пасуш-де-Феррейра)
Феррейра (порт. Ferreira) — район (фрегезия) в Португалии, входит в округ Порту. Является составной частью муниципалитета Пасуш-де-Феррейра. По старому административному делению входил в провинцию Дору-Литорал. Входит в экономико-статистический субрегион Тамега, который входит в Северный регион. Население составляет 4085 человек на 2001 год. Занимает площадь 5,89 км².